# Mailu
Le mailu (ou magi) est une langue papoue, parlée par 8 500 locuteurs en 2000, dans la Province centrale, sur la côte sud de Gadaisu à Baramata, à Table Bay et sur l'île Toulon.

## Classification
Le mailu est une des langues mailuanes, une des familles de langues papoues. La langue compte de nombreux dialectes  qui sont l'asiaoro, le baibara, le borebo, le darava, le derebai, le domara, le geagea, l'ilai et le mailu insulaire.

## Sources
- (en) Harald Hammarström, Robert Forkel, Martin Haspelmath, Sebastian Bank, Glottolog, Mailu.